# Mäetaguse (Fluss)
Der Fluss Mäetaguse (estnisch Mäetaguse jõgi) fließt im Nordosten Estlands.

## Beschreibung
Der Fluss Mäetaguse ist 25 Kilometer lang. Sein Einzugsgebiet umfasst 95 km².
Der Fluss entspringt einen Kilometer nordöstlich des Dorfes Võide in der Landgemeinde Mäetaguse. Er mündet in den Fluss Rannapungerja (Rannapungerja jõgi), dessen rechter Nebenfluss er ist.